# سلمة بن عياش
سلمة بن عياش (700 - 786) شاعر وراوية عربي من أهل القرن الثامن الميلادي. من أهل البصرة ومن موالي بني حسل ابن عامر بن لؤي. انقطع إلى جعفر ومحمد ابني سليمان بن علي بن عبد الله بن العباس. له أخبار مع أبي حية النميري والفرزدق. ورد له شعر في الحماسة الصغرى لأبي تمام وحماسة ابن الشجري. 

## سيرته
هو سلمة بن عياش. ولد في البصرة سنة 80 هـ/ 700 م. مولى لبني حسل بن عامر بن لؤي. من مخضرمي الدولتين الأموية والعباسية، "وكان يتدين ويتصون ، وانقطع إلى جعفر ومحمد ابني سليمان بن علي بن عبد الله بن عباس، ومدحهما فأكثر وأجاد." ثم كان من جلساء محمد بن سليمان أمير البصرة وله أخبار مع أبي حية النميري والفرزدق. من أخباره مع بربر:"كان سلمة بن عياش وأبو سفيان بن العلاء عند محمد بن سليمان، وجارية تغنيهم وتسقيهم يقال لها: بربر، فقال سلمة:
قال: فقال محمد بن سليمان لسلمة: خذها، هي لك، فاستحيا وارتدع، وقال: لا أريدها فألح عليه في أخذها، فقال: أعتق ما أملك إن أخذتها، فقال له أبو سفيان: يا سخين العين، أعتق ما تملك وخذها، فهي خير من كل ما تملك."

هو من شعراء الحماسة الصغرى لأبي تمام وحماسة ابن الشجري. 

توفي سلمة بن عياش في سنة 170 هـ/ 786 م.